# Sân vận động 4 tháng 8
Sân vận động 4 tháng 8 năm 1983 (tiếng Pháp: Stade du 4 Août 1983) là một sân vận động đa năng ở Ouagadougou, Burkina Faso. Hiện tại sân chủ yếu được sử dụng cho các trận đấu bóng đá và cũng có đường chạy điền kinh. Sân vận động có sức chứa 35.000 người. Etoile Filante Ouagadougou thi đấu sân nhà trên sân vận động này.